# Mannschaftsaufstellungen der Schacholympiade der Frauen 1986
Die Tabellen nennen die Aufstellung der Mannschaften bei der Schacholympiade der Frauen 1986 in Dubai. Es beteiligten sich 49 Mannschaften. Sie absolvierten ein Turnier über 14 Runden im Schweizer System. Zu jedem Team gehörten drei Spielerinnen und maximal eine Ersatzspielerin. Für die Platzierung der Mannschaften waren die Brettpunkte vor der Buchholz-Wertung und den Mannschaftspunkten maßgeblich.

## Mannschaften

### 1. Sowjetunion
| Platz | Land                 | G  | R | V | Brettp. | Mannschaftsp. |
| ----- | -------------------- | -- | - | - | ------- | ------------- |
| 1     | Sowjetunion          | 13 | 1 | 0 | 33,5    | 27            |
| Brett | Spielerin            | G  | R | V | Punkte  | Partien       |
| 1     | Maia Tschiburdanidse | 06 | 4 | 0 | 8       | 10            |
| 2     | Elena Akhmilovskaya  | 07 | 3 | 2 | 8,5     | 12            |
| 3     | Nona Gaprindaschwili | 10 | 0 | 0 | 10      | 10            |
| R     | Nana Alexandria      | 05 | 4 | 1 | 7       | 10            |

### 2. Ungarn
| Platz | Land                   | G | R | V | Brettp. | Mannschaftsp. |
| ----- | ---------------------- | - | - | - | ------- | ------------- |
| 2     | Ungarn                 | 8 | 4 | 2 | 29      | 20            |
| Brett | Spielerin              | G | R | V | Punkte  | Partien       |
| 1     | Zsuzsa Verőci-Petronić | 5 | 8 | 0 | 9       | 13            |
| 2     | Ildikó Mádl            | 7 | 7 | 0 | 10,5    | 14            |
| 3     | Mária Ivánka           | 5 | 4 | 1 | 7       | 10            |
| R     | Mária Grosch           | 2 | 1 | 2 | 2,5     | 5             |

### 3. Rumänien
| Platz | Land                     | G | R | V | Brettp. | Mannschaftsp. |
| ----- | ------------------------ | - | - | - | ------- | ------------- |
| 3     | Rumänien                 | 8 | 2 | 4 | 28      | 18            |
| Brett | Spielerin                | G | R | V | Punkte  | Partien       |
| 1     | Margareta Mureșan        | 4 | 2 | 3 | 5       | 9             |
| 2     | Daniela Nuţu             | 6 | 7 | 1 | 9,5     | 14            |
| 3     | Elisabeta Polihroniade   | 6 | 1 | 3 | 6,5     | 10            |
| R     | Gabriela Stanciu-Olăraşu | 5 | 4 | 0 | 7       | 9             |

### 4. China
| Platz | Land                | G | R | V | Brettp. | Mannschaftsp. |
| ----- | ------------------- | - | - | - | ------- | ------------- |
| 4     | Volksrepublik China | 8 | 2 | 4 | 28      | 18            |
| Brett | Spielerin           | G | R | V | Punkte  | Partien       |
| 1     | Liu Shilan          | 9 | 4 | 1 | 11      | 14            |
| 2     | Wu Mingqian         | 5 | 3 | 5 | 6,5     | 13            |
| 3     | An Yangfeng         | 8 | 4 | 2 | 10      | 14            |
| R     | He Tianjian         | 0 | 1 | 0 | 0,5     | 1             |

### 5. Jugoslawien
| Platz | Land              | G | R | V | Brettp. | Mannschaftsp. |
| ----- | ----------------- | - | - | - | ------- | ------------- |
| 5     | Jugoslawien       | 7 | 4 | 3 | 25,5    | 18            |
| Brett | Spielerin         | G | R | V | Punkte  | Partien       |
| 1     | Gordana Marković  | 1 | 2 | 4 | 2       | 7             |
| 2     | Alisa Marić       | 4 | 5 | 2 | 6,5     | 11            |
| 3     | Suzana Maksimović | 8 | 2 | 2 | 9       | 12            |
| R     | Zorica Nikolin    | 7 | 2 | 3 | 8       | 12            |

### 6. Deutschland
| Platz | Land            | G | R | V | Brettp. | Mannschaftsp. |
| ----- | --------------- | - | - | - | ------- | ------------- |
| 6     | BR Deutschland  | 9 | 2 | 3 | 25      | 20            |
| Brett | Spielerin       | G | R | V | Punkte  | Partien       |
| 1     | Barbara Hund    | 7 | 5 | 1 | 9,5     | 13            |
| 2     | Petra Feustel   | 4 | 7 | 2 | 7,5     | 13            |
| 3     | Bettina Trabert | 2 | 6 | 2 | 5       | 10            |
| R     | Regina Grünberg | 1 | 4 | 1 | 3       | 6             |

### 7. Polen
| Platz | Land                     | G | R | V | Brettp. | Mannschaftsp. |
| ----- | ------------------------ | - | - | - | ------- | ------------- |
| 7     | Polen                    | 7 | 2 | 5 | 24,5    | 16            |
| Brett | Spielerin                | G | R | V | Punkte  | Partien       |
| 1     | Agnieszka Brustman       | 7 | 3 | 3 | 8,5     | 13            |
| 2     | Hanna Ereńska-Radzewska  | 7 | 3 | 3 | 8,5     | 13            |
| 3     | Małgorzata Wiese-Jóźwiak | 1 | 4 | 3 | 3       | 8             |
| R     | Grażyna Szmacińska       | 3 | 3 | 2 | 4,5     | 8             |

### 8. England
| Platz | Land           | G | R | V | Brettp. | Mannschaftsp. |
| ----- | -------------- | - | - | - | ------- | ------------- |
| 8     | England        | 8 | 2 | 4 | 24,5    | 18            |
| Brett | Spielerin      | G | R | V | Punkte  | Partien       |
| 1     | Jana Miles     | 5 | 2 | 5 | 6       | 12            |
| 2     | Sheila Jackson | 6 | 2 | 4 | 7       | 12            |
| 3     | Susan Arkell   | 4 | 6 | 2 | 7       | 12            |
| R     | Mandy Hepworth | 3 | 3 | 0 | 4,5     | 6             |

### 9. Bulgarien
| Platz | Land              | G | R | V | Brettp. | Mannschaftsp. |
| ----- | ----------------- | - | - | - | ------- | ------------- |
| 9     | Bulgarien         | 6 | 4 | 4 | 23,5    | 16            |
| Brett | Spielerin         | G | R | V | Punkte  | Partien       |
| 1     | Margarita Wojska  | 3 | 6 | 3 | 6       | 12            |
| 2     | Stefka Savova     | 5 | 1 | 5 | 5,5     | 11            |
| 3     | Pawlina Angelowa  | 6 | 2 | 2 | 7       | 10            |
| R     | Rumjana Gotschewa | 5 | 0 | 4 | 5       | 9             |

### 10. Kuba
| Platz | Land                 | G | R | V | Brettp. | Mannschaftsp. |
| ----- | -------------------- | - | - | - | ------- | ------------- |
| 10    | Kuba                 | 6 | 4 | 4 | 23      | 16            |
| Brett | Spielerin            | G | R | V | Punkte  | Partien       |
| 1     | Vivian Ramón Pita    | 2 | 1 | 6 | 2,5     | 9             |
| 2     | Asela de Armas Pérez | 3 | 5 | 4 | 5,5     | 12            |
| 3     | Zirka Frometa        | 8 | 2 | 2 | 9       | 12            |
| R     | Maricela Palao       | 5 | 2 | 2 | 6       | 9             |

### 11. Brasilien
| Platz | Land                    | G | R | V | Brettp. | Mannschaftsp. |
| ----- | ----------------------- | - | - | - | ------- | ------------- |
| 11    | Brasilien               | 7 | 3 | 4 | 22,5    | 17            |
| Brett | Spielerin               | G | R | V | Punkte  | Partien       |
| 1     | Maria Cristina Oliveira | 4 | 4 | 4 | 6       | 12            |
| 2     | Regina Ribeiro          | 4 | 3 | 4 | 5,5     | 11            |
| 3     | Jussara Chaves          | 6 | 3 | 3 | 7,5     | 12            |
| R     | Joara Chaves            | 2 | 3 | 2 | 3,5     | 7             |

### 12. Österreich
| Platz | Land         | G | R | V | Brettp. | Mannschaftsp. |
| ----- | ------------ | - | - | - | ------- | ------------- |
| 12    | Österreich   | 7 | 1 | 6 | 22,5    | 15            |
| Brett | Spielerin    | G | R | V | Punkte  | Partien       |
| 1     | Helene Mira  | 6 | 5 | 2 | 8,5     | 13            |
| 2     | Jutta Borek  | 4 | 2 | 5 | 5       | 11            |
| 3     | Karin Ladner | 5 | 5 | 3 | 7,5     | 13            |
| R     | G. Berger    | 1 | 1 | 3 | 1,5     | 5             |

### 13. Finnland
| Platz | Land                | G | R | V | Brettp. | Mannschaftsp. |
| ----- | ------------------- | - | - | - | ------- | ------------- |
| 13    | Finnland            | 6 | 3 | 5 | 22,5    | 15            |
| Brett | Spielerin           | G | R | V | Punkte  | Partien       |
| 1     | Sirkka-Liisa Landry | 5 | 4 | 3 | 7       | 12            |
| 2     | Päivi Walta         | 2 | 2 | 5 | 3       | 9             |
| 3     | Johanna Paasikangas | 4 | 1 | 5 | 4,5     | 10            |
| R     | Urda Fogel          | 5 | 6 | 0 | 8       | 11            |

### 14. Spanien
| Platz | Land                         | G | R | V | Brettp. | Mannschaftsp. |
| ----- | ---------------------------- | - | - | - | ------- | ------------- |
| 14    | Spanien                      | 5 | 4 | 5 | 22      | 14            |
| Brett | Spielerin                    | G | R | V | Punkte  | Partien       |
| 1     | Nieves García Vicente        | 3 | 6 | 3 | 6       | 12            |
| 2     | María Luisa Cuevas Rodríguez | 5 | 4 | 3 | 7       | 12            |
| 3     | Teresa Canela Giménez        | 3 | 4 | 4 | 5       | 11            |
| R     | Pepita Ferrer Lucas          | 3 | 2 | 2 | 4       | 7             |

### 15. Frankreich
| Platz | Land              | G | R | V | Brettp. | Mannschaftsp. |
| ----- | ----------------- | - | - | - | ------- | ------------- |
| 15    | Frankreich        | 7 | 1 | 6 | 22      | 15            |
| Brett | Spielerin         | G | R | V | Punkte  | Partien       |
| 1     | Julia Lebel-Arias | 4 | 2 | 6 | 5       | 12            |
| 2     | Christine Flear   | 7 | 5 | 1 | 9,5     | 13            |
| 3     | Nicole Tagnon     | 2 | 3 | 4 | 3,5     | 9             |
| R     | Milinka Merlini   | 4 | 0 | 4 | 4       | 8             |

### 16. USA
| Platz | Land               | G | R | V | Brettp. | Mannschaftsp. |
| ----- | ------------------ | - | - | - | ------- | ------------- |
| 16    | Vereinigte Staaten | 6 | 4 | 4 | 22      | 16            |
| Brett | Spielerin          | G | R | V | Punkte  | Partien       |
| 1     | Rachel Crotto      | 1 | 1 | 5 | 1,5     | 7             |
| 2     | Ivona Jezierska    | 7 | 3 | 2 | 8,5     | 12            |
| 3     | Shernaz Kennedy    | 3 | 0 | 7 | 3       | 10            |
| R     | Gina Finegold      | 7 | 4 | 2 | 9       | 13            |

### 17. Schottland
| Platz | Land             | G | R | V | Brettp. | Mannschaftsp. |
| ----- | ---------------- | - | - | - | ------- | ------------- |
| 17    | Schottland       | 5 | 4 | 5 | 22      | 14            |
| Brett | Spielerin        | G | R | V | Punkte  | Partien       |
| 1     | Rosemary Giulian | 3 | 6 | 3 | 6       | 12            |
| 2     | Alison Coull     | 5 | 3 | 3 | 6,5     | 11            |
| 3     | Helen Milligan   | 3 | 4 | 3 | 5       | 10            |
| R     | Alison McLure    | 4 | 1 | 4 | 4,5     | 9             |

### 18. Griechenland
| Platz | Land               | G | R | V | Brettp. | Mannschaftsp. |
| ----- | ------------------ | - | - | - | ------- | ------------- |
| 18    | Griechenland       | 7 | 1 | 6 | 21,5    | 15            |
| Brett | Spielerin          | G | R | V | Punkte  | Partien       |
| 1     | Eva Kondou         | 6 | 2 | 5 | 7       | 13            |
| 2     | Dimitra Taniskidou | 3 | 4 | 4 | 5       | 11            |
| 3     | Froso Kasioura     | 4 | 2 | 3 | 5       | 9             |
| R     | Anna-Maria Botsari | 4 | 1 | 4 | 4,5     | 9             |

### 19. Indien
| Platz | Land                      | G | R | V | Brettp. | Mannschaftsp. |
| ----- | ------------------------- | - | - | - | ------- | ------------- |
| 19    | Indien                    | 7 | 1 | 6 | 21,5    | 15            |
| Brett | Spielerin                 | G | R | V | Punkte  | Partien       |
| 1     | Bhagyashree Sathe Thipsay | 8 | 1 | 3 | 8,5     | 12            |
| 2     | Rohini Khadilkar          | 2 | 6 | 1 | 5       | 9             |
| 3     | Kiran Agrawal             | 4 | 4 | 5 | 6       | 13            |
| R     | P. Nirmala                | 1 | 2 | 5 | 2       | 8             |

### 20. Irland
| Platz | Land               | G | R | V | Brettp. | Mannschaftsp. |
| ----- | ------------------ | - | - | - | ------- | ------------- |
| 20    | Irland             | 5 | 2 | 7 | 21,5    | 12            |
| Brett | Spielerin          | G | R | V | Punkte  | Partien       |
| 1     | April Cronin       | 2 | 5 | 4 | 4,5     | 11            |
| 2     | Ann Teresa Delaney | 4 | 4 | 3 | 6       | 11            |
| 3     | Suzanne Connolly   | 4 | 5 | 2 | 6,5     | 11            |
| R     | Máiréad O’Siochrú  | 2 | 5 | 2 | 4,5     | 9             |

### 21. Wales
| Platz | Land           | G | R | V | Brettp. | Mannschaftsp. |
| ----- | -------------- | - | - | - | ------- | ------------- |
| 21    | Wales          | 6 | 1 | 7 | 21,5    | 13            |
| Brett | Spielerin      | G | R | V | Punkte  | Partien       |
| 1     | Jane Garwell   | 5 | 4 | 4 | 7       | 13            |
| 2     | Deborah Cooper | 7 | 2 | 1 | 8       | 10            |
| 3     | Lynda Powell   | 3 | 2 | 4 | 4       | 9             |
| R     | Diane Adams    | 0 | 5 | 5 | 2,5     | 10            |

### 22. Mexiko
| Platz | Land                      | G | R | V | Brettp. | Mannschaftsp. |
| ----- | ------------------------- | - | - | - | ------- | ------------- |
| 22    | Mexiko                    | 6 | 2 | 5 | 21,5    | 16            |
| Brett | Spielerin                 | G | R | V | Punkte  | Partien       |
| 1     | Virginia Martínez         | 2 | 1 | 6 | 2,5     | 9             |
| 2     | María Bedolla Luz         | 3 | 4 | 3 | 5       | 10            |
| 3     | Yadira Hernández Guerrero | 8 | 1 | 2 | 8,5     | 11            |
| R     | Patricia Mendoza          | 3 | 2 | 4 | 4       | 9             |

Die Mannschaft erhielt in der zwölften Runde ein Freilos, welches mit zwei Mannschafts- und 1,5 Brettpunkten bewertet wurde.

### 23. Schweiz
| Platz | Land               | G | R | V | Brettp. | Mannschaftsp. |
| ----- | ------------------ | - | - | - | ------- | ------------- |
| 23    | Schweiz            | 6 | 3 | 5 | 21      | 15            |
| Brett | Spielerin          | G | R | V | Punkte  | Partien       |
| 1     | Tatjana Lematschko | 8 | 3 | 0 | 9,5     | 11            |
| 2     | Evi Reimer         | 3 | 1 | 8 | 3,5     | 12            |
| 3     | Claude Baumann     | 4 | 2 | 4 | 5       | 10            |
| R     | Erika Vogel        | 2 | 2 | 5 | 3       | 9             |

### 24. Argentinien
| Platz | Land               | G | R | V | Brettp. | Mannschaftsp. |
| ----- | ------------------ | - | - | - | ------- | ------------- |
| 24    | Argentinien        | 5 | 5 | 4 | 21      | 15            |
| Brett | Spielerin          | G | R | V | Punkte  | Partien       |
| 1     | Liliana Burijovich | 6 | 4 | 3 | 8       | 13            |
| 2     | Carla Herrera      | 3 | 4 | 5 | 5       | 12            |
| 3     | Marina Rizzo       | 4 | 4 | 4 | 6       | 12            |
| R     | Ada Vaschetti      | 1 | 2 | 2 | 2       | 5             |

### 25. Indonesien
| Platz | Land                  | G | R | V | Brettp. | Mannschaftsp. |
| ----- | --------------------- | - | - | - | ------- | ------------- |
| 25    | Indonesien            | 6 | 1 | 7 | 21      | 13            |
| Brett | Spielerin             | G | R | V | Punkte  | Partien       |
| 1     | Lindri Juni Wijayanti | 1 | 4 | 7 | 3       | 12            |
| 2     | Darmayanti Tamin      | 4 | 1 | 2 | 4,5     | 7             |
| 3     | Upi Darmayana Tamin   | 4 | 6 | 3 | 7       | 13            |
| R     | Nanik Wijaya          | 5 | 3 | 2 | 6,5     | 10            |

### 26. Türkei
| Platz | Land                  | G | R | V | Brettp. | Mannschaftsp. |
| ----- | --------------------- | - | - | - | ------- | ------------- |
| 26    | Türkei                | 5 | 3 | 6 | 21      | 13            |
| Brett | Spielerin             | G | R | V | Punkte  | Partien       |
| 1     | Joan Arbil            | 1 | 3 | 6 | 2,5     | 10            |
| 2     | Gülsevil Yılmaz       | 7 | 0 | 6 | 7       | 13            |
| 3     | Nilüfer Çınar Çorlulu | 8 | 3 | 3 | 9,5     | 14            |
| R     | Zavidan Türbedar      | 1 | 2 | 2 | 2       | 5             |

### 27. Belgien
| Platz | Land               | G | R | V | Brettp. | Mannschaftsp. |
| ----- | ------------------ | - | - | - | ------- | ------------- |
| 27    | Belgien            | 6 | 3 | 5 | 21      | 15            |
| Brett | Spielerin          | G | R | V | Punkte  | Partien       |
| 1     | Viviane Caels      | 5 | 4 | 4 | 7       | 13            |
| 2     | Greta Foulon       | 4 | 3 | 5 | 5,5     | 12            |
| 3     | Chantal Vandevoort | 6 | 3 | 3 | 7,5     | 12            |
| R     | Theresia Berden    | 0 | 2 | 3 | 1       | 5             |

### 28. Italien
| Platz | Land             | G | R | V | Brettp. | Mannschaftsp. |
| ----- | ---------------- | - | - | - | ------- | ------------- |
| 28    | Italien          | 6 | 3 | 5 | 21      | 15            |
| Brett | Spielerin        | G | R | V | Punkte  | Partien       |
| 1     | Rosaria Iacono   | 4 | 4 | 6 | 6       | 14            |
| 2     | Adamantia Paizis | 8 | 2 | 4 | 9       | 14            |
| 3     | Gisella Facchini | 4 | 4 | 6 | 6       | 14            |

Die Ersatzspielerin R. Lazzarini kam im Turnierverlauf nicht zum Einsatz.

### 29. Kolumbien
| Platz | Land                  | G | R | V | Brettp. | Mannschaftsp. |
| ----- | --------------------- | - | - | - | ------- | ------------- |
| 29    | Kolumbien             | 5 | 2 | 7 | 20,5    | 12            |
| Brett | Spielerin             | G | R | V | Punkte  | Partien       |
| 1     | Adriana Salazar Varón | 8 | 0 | 6 | 8       | 14            |
| 2     | Esperanza Gómez       | 6 | 2 | 6 | 7       | 14            |
| 3     | D. Pérez              | 4 | 3 | 7 | 5,5     | 14            |

### 30. Philippinen
| Platz | Land              | G | R | V | Brettp. | Mannschaftsp. |
| ----- | ----------------- | - | - | - | ------- | ------------- |
| 30    | Philippinen       | 7 | 0 | 7 | 20,5    | 14            |
| Brett | Spielerin         | G | R | V | Punkte  | Partien       |
| 1     | Girmie Fontanilla | 1 | 6 | 6 | 4       | 13            |
| 2     | Glenda Geneciran  | 7 | 2 | 3 | 8       | 12            |
| 3     | Lilibeth Lee      | 6 | 2 | 4 | 7       | 12            |
| R     | M. Llantada       | 1 | 1 | 3 | 1,5     | 5             |

### 31. Dominikanische Republik
| Platz | Land                    | G | R | V | Brettp. | Mannschaftsp. |
| ----- | ----------------------- | - | - | - | ------- | ------------- |
| 31    | Dominikanische Republik | 4 | 5 | 5 | 20,5    | 13            |
| Brett | Spielerin               | G | R | V | Punkte  | Partien       |
| 1     | Eneida Pérez            | 3 | 4 | 5 | 5       | 12            |
| 2     | Ana Esther García       | 6 | 4 | 3 | 8       | 13            |
| 3     | Elizabeth Hazim         | 2 | 3 | 4 | 3,5     | 9             |
| R     | Polonia Guzmán          | 2 | 4 | 2 | 4       | 8             |

### 32. Bangladesch
| Platz | Land         | G | R | V | Brettp. | Mannschaftsp. |
| ----- | ------------ | - | - | - | ------- | ------------- |
| 32    | Bangladesch  | 7 | 2 | 5 | 20,5    | 16            |
| Brett | Spielerin    | G | R | V | Punkte  | Partien       |
| 1     | Rani Hamid   | 8 | 1 | 3 | 8,5     | 12            |
| 2     | Yesmin Begum | 3 | 4 | 5 | 5       | 12            |
| 3     | Masuda Begum | 2 | 2 | 5 | 3       | 9             |
| R     | J. Haque     | 2 | 4 | 3 | 4       | 9             |

### 33. Australien
| Platz | Land                | G | R | V | Brettp. | Mannschaftsp. |
| ----- | ------------------- | - | - | - | ------- | ------------- |
| 33    | Australien          | 6 | 2 | 6 | 20,5    | 14            |
| Brett | Spielerin           | G | R | V | Punkte  | Partien       |
| 1     | Josie Wright        | 3 | 7 | 2 | 6,5     | 12            |
| 2     | Anne Martin         | 4 | 5 | 2 | 6,5     | 11            |
| 3     | Carin Craig         | 2 | 3 | 5 | 3,5     | 10            |
| R     | Marion Mott-McGrath | 2 | 4 | 3 | 4       | 9             |

### 34. Vereinigte Arabische Emirate
| Platz | Land                         | G | R | V | Brettp. | Mannschaftsp. |
| ----- | ---------------------------- | - | - | - | ------- | ------------- |
| 34    | Vereinigte Arabische Emirate | 5 | 3 | 5 | 20,5    | 15            |
| Brett | Spielerin                    | G | R | V | Punkte  | Partien       |
| 1     | N. Saleh                     | 3 | 3 | 7 | 4,5     | 13            |
| 2     | Fraidah Karim                | 7 | 0 | 1 | 7       | 8             |
| 3     | Amal Karim                   | 4 | 4 | 5 | 6       | 13            |
| R     | S. Razaq                     | 1 | 1 | 3 | 1,5     | 5             |

Die Mannschaft erhielt in der neunten Runde ein Freilos, welches mit zwei Mannschafts- und 1,5 Brettpunkten bewertet wurde.

### 35. Irak
| Platz | Land        | G | R | V | Brettp. | Mannschaftsp. |
| ----- | ----------- | - | - | - | ------- | ------------- |
| 35    | Irak        | 5 | 3 | 6 | 20      | 13            |
| Brett | Spielerin   | G | R | V | Punkte  | Partien       |
| 1     | N. M. Fati  | 2 | 3 | 6 | 3,5     | 11            |
| 2     | D. M. Hanna | 3 | 1 | 7 | 3,5     | 11            |
| 3     | F. M. Fati  | 4 | 3 | 3 | 5,5     | 10            |
| R     | A. Mohammed | 7 | 1 | 2 | 7,5     | 10            |

### 36. Guatemala
| Platz | Land                       | G | R | V | Brettp. | Mannschaftsp. |
| ----- | -------------------------- | - | - | - | ------- | ------------- |
| 36    | Guatemala                  | 4 | 3 | 6 | 20      | 13            |
| Brett | Spielerin                  | G | R | V | Punkte  | Partien       |
| 1     | Silvia Carolina Mazariegos | 7 | 4 | 2 | 9       | 13            |
| 2     | Karla Monterosso Ochoa     | 3 | 5 | 3 | 5,5     | 11            |
| 3     | H. Cuéllar                 | 2 | 3 | 4 | 3,5     | 9             |
| R     | P. Barrios                 | 0 | 1 | 5 | 0,5     | 6             |

Die Mannschaft erhielt in der zehnten Runde ein Freilos, welches mit zwei Mannschafts- und 1,5 Brettpunkten bewertet wurde.

### 37. Venezuela
| Platz | Land                    | G | R | V | Brettp. | Mannschaftsp. |
| ----- | ----------------------- | - | - | - | ------- | ------------- |
| 37    | Venezuela               | 6 | 1 | 6 | 20      | 15            |
| Brett | Spielerin               | G | R | V | Punkte  | Partien       |
| 1     | Judith Salazar          | 2 | 3 | 8 | 3,5     | 13            |
| 2     | Edelmira Carcía la Rosa | 6 | 3 | 4 | 7,5     | 13            |
| 3     | Sheila Ortega           | 6 | 1 | 4 | 6,5     | 11            |
| R     | Adalgisa de Briceño     | 1 | 0 | 1 | 1       | 2             |

Die Mannschaft erhielt in der ersten Runde ein Freilos, welches mit zwei Mannschafts- und 1,5 Brettpunkten bewertet wurde.

### 38. Uruguay
| Platz | Land                  | G | R | V | Brettp. | Mannschaftsp. |
| ----- | --------------------- | - | - | - | ------- | ------------- |
| 38    | Uruguay               | 5 | 3 | 5 | 20      | 15            |
| Brett | Spielerin             | G | R | V | Punkte  | Partien       |
| 1     | Isabel de los Santos  | 4 | 4 | 4 | 6       | 12            |
| 2     | Nancy Birriel         | 6 | 1 | 5 | 6,5     | 12            |
| 3     | Nilda Villar de Armas | 1 | 1 | 5 | 1,5     | 7             |
| R     | A. E. García          | 4 | 1 | 3 | 4,5     | 8             |

Die Mannschaft erhielt in der zweiten Runde ein Freilos, welches mit zwei Mannschafts- und 1,5 Brettpunkten bewertet wurde.

### 39. Japan
| Platz | Land           | G | R | V | Brettp. | Mannschaftsp. |
| ----- | -------------- | - | - | - | ------- | ------------- |
| 39    | Japan          | 5 | 2 | 7 | 19,5    | 12            |
| Brett | Spielerin      | G | R | V | Punkte  | Partien       |
| 1     | Naoko Takemoto | 4 | 4 | 5 | 6       | 13            |
| 2     | Miyoko Watai   | 1 | 6 | 5 | 4       | 12            |
| 3     | Emiko Nakagawa | 4 | 6 | 2 | 7       | 12            |
| R     | E. Toba        | 1 | 3 | 1 | 2,5     | 5             |

### 40. Malaysia
| Platz | Land           | G | R  | V | Brettp. | Mannschaftsp. |
| ----- | -------------- | - | -- | - | ------- | ------------- |
| 40    | Malaysia       | 4 | 05 | 4 | 19,5    | 15            |
| Brett | Spielerin      | G | R  | V | Punkte  | Partien       |
| 1     | Seto Wai Ling  | 1 | 10 | 1 | 6       | 12            |
| 2     | Ong Y. M.      | 2 | 01 | 5 | 2,5     | 8             |
| 3     | Ong Hwa Liu    | 3 | 0  | 6 | 3       | 9             |
| R     | K. Vimalavathy | 6 | 01 | 3 | 6,5     | 10            |

Die Mannschaft erhielt in der letzten Runde ein Freilos, welches mit zwei Mannschafts- und 1,5 Brettpunkten bewertet wurde.

### 41. Neuseeland
| Platz | Land          | G | R | V | Brettp. | Mannschaftsp. |
| ----- | ------------- | - | - | - | ------- | ------------- |
| 41    | Neuseeland    | 5 | 3 | 6 | 19,5    | 13            |
| Brett | Spielerin     | G | R | V | Punkte  | Partien       |
| 1     | Vivian Smith  | 5 | 5 | 4 | 7,5     | 14            |
| 2     | Jackie Sievey | 5 | 6 | 3 | 8       | 14            |
| 3     | Edna Tweddell | 2 | 4 | 8 | 4       | 14            |

### 42. Portugal
| Platz | Land                  | G | R | V | Brettp. | Mannschaftsp. |
| ----- | --------------------- | - | - | - | ------- | ------------- |
| 42    | Portugal              | 4 | 4 | 5 | 19,5    | 14            |
| Brett | Spielerin             | G | R | V | Punkte  | Partien       |
| 1     | Isabel Pereira Santos | 7 | 2 | 3 | 8       | 12            |
| 2     | Aida Ferreira         | 4 | 2 | 4 | 5       | 10            |
| 3     | Luz Vilas Boas        | 1 | 3 | 6 | 2,5     | 10            |
| R     | I. Mendes             | 2 | 1 | 4 | 2,5     | 7             |

Die Mannschaft erhielt in der vorletzten Runde ein Freilos, welches mit zwei Mannschafts- und 1,5 Brettpunkten bewertet wurde.

### 43. Syrien
| Platz | Land         | G | R | V | Brettp. | Mannschaftsp. |
| ----- | ------------ | - | - | - | ------- | ------------- |
| 43    | Syrien       | 4 | 1 | 8 | 19,5    | 11            |
| Brett | Spielerin    | G | R | V | Punkte  | Partien       |
| 1     | Rania Abbasi | 4 | 3 | 5 | 5,5     | 12            |
| 2     | Il Al-Akraa  | 3 | 0 | 7 | 3       | 10            |
| 3     | Ik Al-Akraa  | 4 | 4 | 3 | 6       | 11            |
| R     | R. Damman    | 3 | 1 | 2 | 3,5     | 6             |

Die Mannschaft erhielt in der siebenten Runde ein Freilos, welches mit zwei Mannschafts- und 1,5 Brettpunkten bewertet wurde.

### 44. Puerto Rico
| Platz | Land                         | G | R | V | Brettp. | Mannschaftsp. |
| ----- | ---------------------------- | - | - | - | ------- | ------------- |
| 44    | Puerto Rico                  | 4 | 2 | 7 | 18,5    | 12            |
| Brett | Spielerin                    | G | R | V | Punkte  | Partien       |
| 1     | Joyce Lee Martorell Martínez | 2 | 3 | 5 | 3,5     | 10            |
| 2     | Rosa Maria Santa Torres      | 3 | 2 | 6 | 4       | 11            |
| 3     | H. Figueroa                  | 5 | 1 | 4 | 5,5     | 10            |
| R     | Dalines Borges Contreras     | 3 | 2 | 3 | 4       | 8             |

Die Mannschaft erhielt in der achten Runde ein Freilos, welches mit zwei Mannschafts- und 1,5 Brettpunkten bewertet wurde.

### 45. Trinidad und Tobago
| Platz | Land                | G | R | V | Brettp. | Mannschaftsp. |
| ----- | ------------------- | - | - | - | ------- | ------------- |
| 45    | Trinidad und Tobago | 2 | 2 | 9 | 16,5    | 8             |
| Brett | Spielerin           | G | R | V | Punkte  | Partien       |
| 1     | Ayodele Moheni      | 5 | 5 | 2 | 7,5     | 12            |
| 2     | Marylin Geofroy     | 4 | 3 | 6 | 5,5     | 13            |
| 3     | Fiona Salandy       | 2 | 0 | 9 | 2       | 11            |
| R     | C. Ramadhar         | 0 | 0 | 3 | 0       | 3             |

Die Mannschaft erhielt in der fünften Runde ein Freilos, welches mit zwei Mannschafts- und 1,5 Brettpunkten bewertet wurde.

### 46. Jamaika
| Platz | Land          | G | R | V | Brettp. | Mannschaftsp. |
| ----- | ------------- | - | - | - | ------- | ------------- |
| 46    | Jamaika       | 4 | 0 | 9 | 16,5    | 10            |
| Brett | Spielerin     | G | R | V | Punkte  | Partien       |
| 1     | Claire Clarke | 3 | 3 | 7 | 4,5     | 13            |
| 2     | Hope Anderson | 5 | 1 | 6 | 5,5     | 12            |
| 3     | F. O’Connor   | 4 | 0 | 4 | 4       | 8             |
| R     | M. Powell     | 0 | 2 | 4 | 1       | 6             |

Die Mannschaft erhielt in der dritten Runde ein Freilos, welches mit zwei Mannschafts- und 1,5 Brettpunkten bewertet wurde.

### 47. Nigeria
| Platz | Land           | G | R | V | Brettp. | Mannschaftsp. |
| ----- | -------------- | - | - | - | ------- | ------------- |
| 47    | Nigeria        | 2 | 3 | 8 | 15,5    | 9             |
| Brett | Spielerin      | G | R | V | Punkte  | Partien       |
| 1     | L. Ogunshola   | 3 | 3 | 7 | 4,5     | 13            |
| 2     | M. Etokowo     | 3 | 1 | 9 | 3,5     | 13            |
| 3     | Tolani Owosina | 6 | 0 | 7 | 6       | 13            |

Die Mannschaft erhielt in der sechsten Runde ein Freilos, welches mit zwei Mannschafts- und 1,5 Brettpunkten bewertet wurde. Die Ersatzspielerin T. Oluwole kam nicht zum Einsatz.

### 48. Seychellen
| Platz | Land           | G | R | V  | Brettp. | Mannschaftsp. |
| ----- | -------------- | - | - | -- | ------- | ------------- |
| 48    | Seychellen     | 1 | 0 | 12 | 5,5     | 4             |
| Brett | Spielerin      | G | R | V  | Punkte  | Partien       |
| 1     | I. Rusteau     | 2 | 0 | 11 | 2       | 13            |
| 2     | Paule Domingue | 1 | 0 | 12 | 1       | 13            |
| 3     | M. Marie       | 1 | 0 | 12 | 1       | 13            |

Die Mannschaft erhielt in der dritten Runde ein Freilos, welches mit zwei Mannschafts- und 1,5 Brettpunkten bewertet wurde.

### 49. Panama
| Platz | Land         | G | R | V  | Brettp. | Mannschaftsp. |
| ----- | ------------ | - | - | -- | ------- | ------------- |
| 49    | Panama       | 0 | 0 | 13 | 2,5     | 2             |
| Brett | Spielerin    | G | R | V  | Punkte  | Partien       |
| 1     | L. Ferrer    | 1 | 0 | 12 | 1       | 13            |
| 2     | O. Estupiñán | 0 | 0 | 13 | 0       | 13            |
| 3     | L. Ramírez   | 0 | 0 | 13 | 0       | 13            |

Die Mannschaft erhielt in der vierten Runde ein Freilos, welches mit zwei Mannschafts- und 1,5 Brettpunkten bewertet wurde. Die Ersatzspielerin J. Atencio kam nicht zum Einsatz.